# شعب تشين
شعب تشين هم شعب من جنوب شرق آسيا،يعيش أغلبهم في ولاية تشين،ميانمار.